# Système de numérotation de l'AMDP
Le système de numérotation de l'AMDP (WNS pour WADP Numbering System en anglais) est un projet de référencement des timbres postaux émis dans le monde depuis le 1er janvier 2002. Il est mené par l'Association mondiale pour le développement de la philatélie et l'Union postale universelle, à partir des émissions déclarées par les administrations postales participantes. 
Sa publication s'effectue sur un site web disposant d'un moteur de recherche par pays, date, thèmes ou mots-clés.
Les objectifs du WNS sont de donner aux philatélistes un catalogue de toutes les émissions officielles et de lutter ainsi contre les émissions illégales effectuées par des faussaires sans l'accord des administrations postales concernées. Depuis 2002, date d'ouverture du site internet du WNS, certains pays en développement réputés pour un programme philatélique pléthorique (que ce soit de leur propre fait ou à cause d'émissions illégales) ont repris une politique d'émission plus mesurée.
Dans ce système, chaque timbre présentant une différence graphique qui l'individualise (illustration, valeur faciale, couleurs et format) reçoit un numéro WNS qui lui est propre. Ce numéro comprend :
- les deux lettres du code du pays ou de la région selon la norme ISO 3166-1 alpha 2,
- en trois chiffres, sa position dans l'ordre des émissions,
- après un point, en deux chiffres, l'année (.02 pour 2002).